# Station Neanderthal
Station Neanderthal (Duits: Bahnhof Neanderthal) is een S-Bahnstation in de Duitse plaats Mettmann. Het station werd in 1879 geopend.

## Treinverbindingen
| Serie | Treinsoort         | Route | Bijzonderheden |
| ----- | ------------------ | --- | -------------- |
| S 28  | S-Bahn (Regiobahn) | Kaarster See – Kaarst Mitte/Holzbüttgen – Kaarst IKEA – Neuss Hbf – Düsseldorf Hbf – Neanderthal – Mettmann Stadtwald |                |